# کنگوپوزه
کنگوپوزه (نام علمی: Congorhynchus) نام یک سرده از فراراسته خارریختان است.